# 청림초등학교 (경북)
청림초등학교(靑林初等學校, Cheongrim Elementary School)는 대한민국 경상북도 포항시 남구 청림동에 있는 공립 초등학교이다.

## 학교 연혁
- 1962.04.26 오천국민학교 청림분교로 인가
- 1968.05.18 청림국민학교로 개교
- 1985.03.01 경북교위지정 시범학교(정화교육)
- 1989.03.18 경상북도 체육교육 우수 학교 선정
- 1995.03.01 급식소 신축 급식학교
- 2002.03.01 경상북도 교육청 지정 시범학교(영재교육)
- 2004.09.23 다목적 강당 준공
- 2006.12.01 전국 100대 교육과정 응모 전국 최우수 학교
- 2010.03.01 17학급 편성(특수 1학급)
- 2014.03.01 12학급 편성(특수학급 1학급)
- 2014.09.01 제22대 전종숙 교장 부임
- 2015.02.17 제47회 졸업(총 8,310명)

## 같이 보기
- 청림초등학교 축구단